# Junior Eurovisiesongfestival 2022
Het Junior Eurovisiesongfestival 2022 was de twintigste editie van het jaarlijks gehouden Junior Eurovisiesongfestival en georganiseerd door de EBU. Het festival werd gehouden in de Armeense hoofdstad Jerevan. Het was de tweede keer dat Armenië het festival organiseerde. De eerste keer was in 2011.

## Locatie
Op 21 december 2021 maakte de EBU bekend dat Armenië het gastland zou worden. Dit was nog geen twee dagen na de overwinning van Armenië op het Junior Eurovisiesongfestival 2021. Op 21 februari 2022 werd bekend dat het Junior Eurovisiesongfestival 2022 gehouden zou worden in het Karen Demirchiancomplex in hoofdstad Jerevan. In deze arena werd eerder ook het Junior Eurovisiesongfestival 2011 gehouden.

## Uitslag
| Plaats | Land                | Taal                  | Artiest                  | Lied                  | Jury | Publiek | Totaal |
| ------ | ------------------- | --------------------- | ------------------------ | --------------------- | ---- | ------- | ------ |
| 1      | Frankrijk           | Frans                 | Lissandro                | Oh maman              | 132  | 71      | 203    |
| 2      | Armenië             | Armeens en Engels     | Nare                     | DANCE!                | 110  | 70      | 180    |
| 3      | Georgië             | Georgisch en Engels   | Mariam Bigvava           | I believe             | 114  | 47      | 161    |
| 4      | Ierland             | Iers                  | Sophie Lennon            | Solas                 | 88   | 62      | 150    |
| 5      | Verenigd Koninkrijk | Engels                | Freya Skye               | Lose my head          | 66   | 80      | 146    |
| 6      | Spanje              | Spaans                | Carlos Higes             | Señorita              | 59   | 78      | 137    |
| 7      | Nederland           | Nederlands en Engels  | Luna                     | La festa              | 58   | 70      | 128    |
| 8      | Portugal            | Portugees             | Nicolas Alves            | Anos 70               | 51   | 70      | 121    |
| 9      | Oekraïne            | Oekraïens en Engels   | Zlata Dzjoenka           | Nezlamna              | 47   | 64      | 111    |
| 10     | Polen               | Pools en Engels       | Laura Bączkiewicz        | To the Moon           | 42   | 53      | 95     |
| 11     | Italië              | Italiaans en Engels   | Chanel Dilecta           | BLA BLA BLA           | 42   | 53      | 95     |
| 12     | Albanië             | Albanees              | Kejtlin Gjata            | Pakëz diell           | 51   | 43      | 94     |
| 13     | Servië              | Servisch              | Katarina Savić           | Svet bez granica      | 41   | 51      | 92     |
| 14     | Noord-Macedonië     | Macedonisch en Engels | Lara feat. Irina & Jovan | Životot e pred mene   | 12   | 42      | 54     |
| 15     | Kazachstan          | Kazachs en Engels     | David Charlin            | Jer-Ana               | 5    | 42      | 47     |
| 16     | Malta               | Engels                | Gaia Gambuzza            | Diamonds in the skies | 10   | 33      | 43     |

## Wijzigingen

Deelnemende landen
Landen die in het verleden deelgenomen hebben, maar in 2022 afwezig waren

### Opnieuw deelnemende landen
- Verenigd Koninkrijk – Het Verenigd Koninkrijk keerde na een afwezigheid van zeventien jaar terug.

### Niet deelnemende landen
- Azerbeidzjan – Azerbeidzjan stond niet op de officiële deelnemerslijst die werd gepubliceerd op 26 september.
- Bulgarije – Bulgarije stond niet op de officiële deelnemerslijst die werd gepubliceerd op 26 september.
- Duitsland – De Duitse omroep KiKA besliste begin augustus om dit jaar niet deel te nemen aan het festival. De reden hiervoor was dat de omroep dit jaar een "creatieve pauze" wilde nemen en dat de Duitse regering reisrestricties voor gastland Armenië had ingevoerd.[3]
- Rusland – Vanwege de Russisch-Oekraïense Oorlog en de invasie van Rusland in Oekraïne eind februari 2022 vroegen enkele leden van de EBU voor de schorsing van de Russische omroepen. Nog voor de EBU dit intern kon bespreken, verlieten de drie Russische lidomroepen de EBU. Op 26 mei werd het lidmaatschap van de Russische omroepen officieel opgeschort door de EBU. Zodoende is een Russische deelname uitgesloten.[4][5]

Albanië · Armenië · Frankrijk · Georgië · Ierland · Italië · Kazachstan · Malta · Nederland · Noord-Macedonië · Oekraïne · Polen · Portugal · Servië · Spanje · Verenigd Koninkrijk
2003 · 2004 · 2005 · 2006 · 2007 · 2008 · 2009 · 2010 · 2011 · 2012 · 2013 · 2014 · 2015 · 2016 · 2017 · 2018 · 2019 · 2020 · 2021 · 2022 · 2023 · 2024 · 2025

Zie ook: Eurovisiedansfestival · Eurovisiesongfestival · Eurovision Young Musicians · Eurovision Young Dancers · Eurovision Choir